# لیکر گرلز

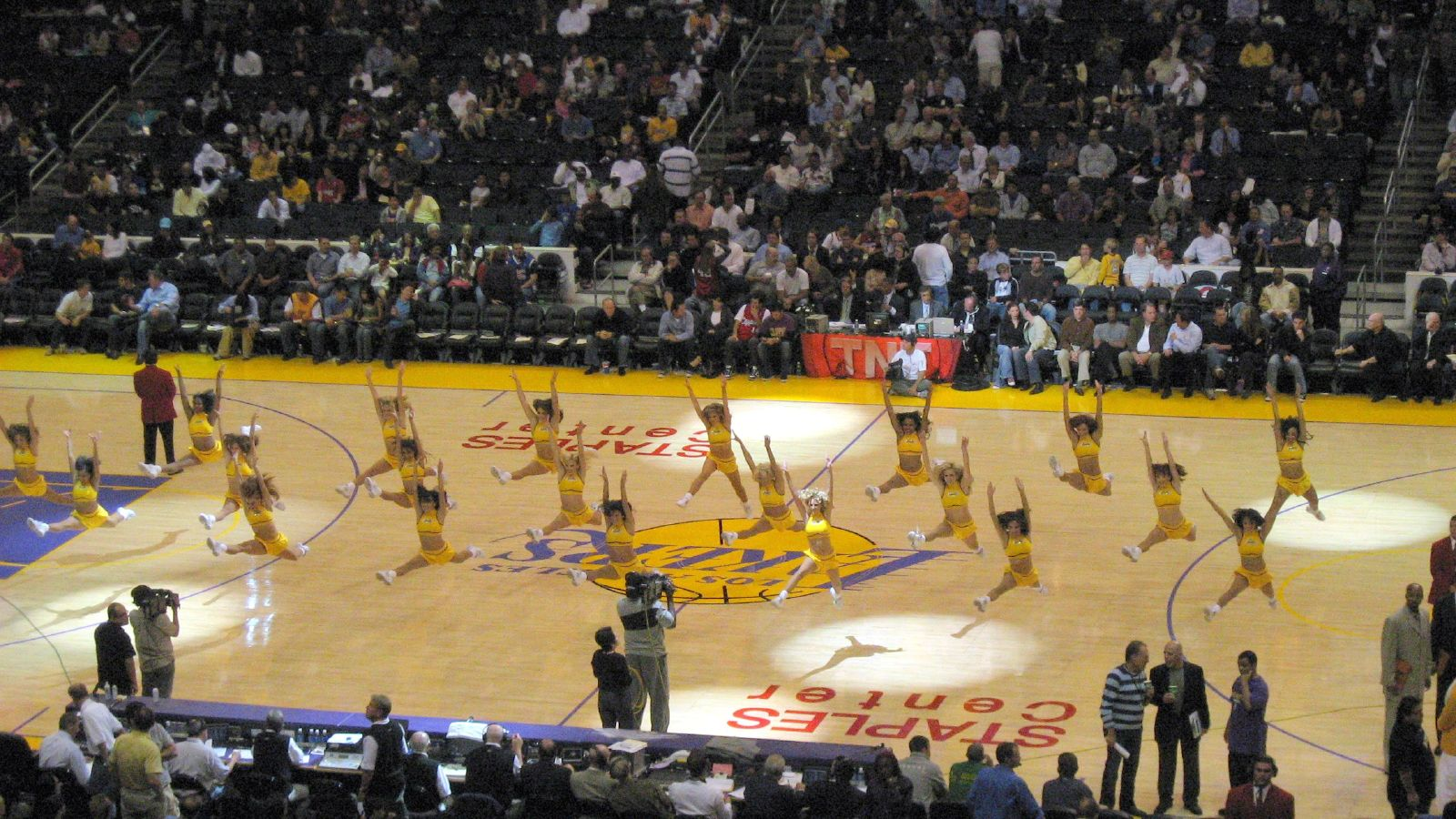
لیکر گرلز در حال اجرای نمایش در استپلس سنتر

لیکر گرلز (به انگلیسی: Laker Girls) نام گروه چیرلیدرهای دختر تیم بسکتبال لس آنجلس لیکرز در اتحادیه ملی بسکتبال است. لیکر گرلز در بازی‌های خانگی لیکرز به اجرا می‌پردازند. پائولا عبدل سابقاً عضو این گروه بود.